# Aspalathus joubertiana
Aspalathus joubertiana är en ärtväxtart som beskrevs av Christian Friedrich Frederik Ecklon och Carl Ludwig Philipp Zeyher. Aspalathus joubertiana ingår i släktet Aspalathus och familjen ärtväxter.

## Underarter
Arten delas in i följande underarter:
- A. j. glabripetala
- A. j. joubertiana
- A. j. longispica
- A. j. shawii